# Terremoto de Martinica de 1839
El terremoto de Martinica de 1839 ocurrió en la mañana del 11 de enero de 1839 con una magnitud estimada de 8,0, el más grande en las Antillas Menores desde 1690. La intensidad máxima de este terremoto se asignó IX tanto en la escala de intensidad de Mercalli como en la de Medvédev-Sponheuer-Kárník, que dejó las ciudades de Saint-Pierre y Fort Royal casi completamente destruidas. La estimación sobre el número de pérdidas humanas varía de 390 a incluso 4.000, lo que hace de este uno de los terremotos más mortíferos del Caribe.
Cuatro años más tarde, el terremoto de Guadalupe con una magnitud estimada de 8,5 golpeó la misma región con un número de víctimas entre 1.500 y 5.000. Se cree que se originó en la misma falla de origen y pudo haber estado relacionado con las erupciones del Monte Pelée en 1851 y 1902.

## Entorno tectónico
La zona de subducción de las Antillas Menores marca el límite donde la placa de América del Norte se subduce o se sumerge debajo de la placa del Caribe a unos 2 centímetros por año a lo largo de la interfaz de subducción. La interacción entre estas dos litosferas a veces puede producir megaterremotos de cabalgamiento, aunque no ha habido megaterremotos de cabalgamiento recientes en la falla, aparte de los eventos de 1839 y 1843. Se han producido terremotos moderadamente grandes cerca del megacorrimiento en los últimos años, pero ninguno en el megacorrimiento. Desde 1973, solo ha habido un poco más de 30 terremotos de empuje en la zona de subducción con magnitudes alrededor del rango de 5,0. Una explicación plausible de esto es la lenta tasa de convergencia que resulta en que el megaempuje se vuelve sísmicamente desprovisto de actividad durante cientos o miles de años antes de romperse en grandes terremotos. Se observó un efecto similar antes del terremoto del océano Índico de 2004, y en la fosa de Nankai de Japón y la zona de subducción de Cascadia. En este momento, se ha determinado que la zona de subducción de las Antillas Menores está bloqueada y tiene el potencial de generar un terremoto de 8,9 a 9,5.

## Terremoto
El terremoto de 1839 tuvo un probable epicentro ubicado al este de Martinica, donde se sintió intensidad IX en toda la isla. En la isla de Santa Lucía y Dominica, la intensidad IX persistió, pero se debilitó a VIII en la parte sur y norte de las islas, respectivamente. Los niveles VIII a VI se sintieron en Guadalupe y en San Vicente y las Granadinas. Barbados fue golpeado con temblores VII. Se sintieron intensidades más débiles de V y menores en el norte de las Antillas Menores y en Venezuela, Guyana y Surinam.
Se cree que el sismo se rompió por 140 km y tuvo un deslizamiento promedio de 8 metros. La magnitud del sismo varía entre 7,5 y 8,0.

## Impacto
En la mañana del 11 de enero, Martinica fue interrumpida por tres sacudidas violentas que variaron en duración de 30 segundos a dos minutos. El terremoto se sintió en todas las Antillas Menores pero los daños más graves se produjeron en la isla de Martinica. En Fort Royal, toda la ciudad quedó casi totalmente destruida. De los 800 edificios, solo entre 50 y 60 seguían siendo seguros para ser ocupados, con 600 colapsados por completo y los otros 200 parcialmente destruidos. Entre las infraestructuras destruidas se encuentran hoteles, un teatro, un cuartel de artillería, un hospital y edificios oficiales. El terremoto también dañó el acueducto que abastece de agua a la ciudad. Después del terremoto quedaron montones de escombros de hasta tres metros de altura. La devastación fue grande debido a que la ciudad se construyó sobre pantanos en lugar de sobre una base rocosa estable.
Otras ciudades vieron una destrucción seria pero no tan severa como en Fort Royal. Un área en Saint-Pierre se vio gravemente afectada donde todas las casas, excepto dos o tres, quedaron en pie. En otras partes de la isla, iglesias y construcciones de piedra se derrumbaron por el terremoto. Alrededor de 300 a 4000 personas murieron a causa del terremoto, esto se debió a que los funcionarios no habían contado la cantidad de esclavos muertos para evitar las solicitudes de compensación por parte de sus dueños.
Al igual que el terremoto ocurrido en 1843, no se generó ningún tsunami.